# Lolo Faoso
Lolo Faoso is een bestuurslaag in het regentschap Nias Barat van de provincie Noord-Sumatra, Indonesië. Lolo Faoso telt 769 inwoners (volkstelling 2010).